# Exponentialansatz
Unter dem Exponentialansatz versteht man in der Mathematik einen Ansatz zur Lösung einer linearen Differentialgleichung mit konstanten Koeffizienten, deren Inhomogenität von exponentieller Struktur ist. Die Idee ist, dass dann auch eine partikuläre Lösung von ähnlicher Gestalt wie die Inhomogenität existiert. Durch einen solchen Lösungsansatz wird die Differentialgleichung auf ein lineares Gleichungssystem zurückgeführt. Die Idee für diesen Ansatz geht auf Leonhard Euler zurück.

## Formulierung
Gegeben sei eine lineare Differentialgleichung 
{\displaystyle y^{(n)}(x)+\sum _{k=0}^{n-1}c_{k}y^{(k)}(x)=b(x)}
mit konstanten Koeffizienten {\displaystyle c_{0},\ldots ,c_{n-1}\in \mathbb {C} }, worin die Inhomogenität die Struktur
{\displaystyle b(x)=e^{(\alpha +i\beta )x}\sum _{k=0}^{l}a_{k}x^{k}\ ,\ \alpha ,\beta \in \mathbb {R} \ ,\ a_{0},\ldots ,a_{l}\in \mathbb {C} }
besitzt. Weiter bezeichne {\displaystyle j\in \mathbb {N} _{0}} die Nullstellenordnung von {\displaystyle \alpha +i\beta } bezüglich des charakteristischen Polynoms der zugehörigen homogenen Gleichung
{\displaystyle \chi (\lambda ):=\lambda ^{n}+\sum _{k=0}^{n-1}c_{k}\lambda ^{k}\ .}
Dann existiert eine spezielle Lösung {\displaystyle y_{sp}} der Form
{\displaystyle y_{sp}(x)=e^{(\alpha +i\beta )x}\sum _{k=j}^{l+j}b_{k}x^{k}\ ,\ b_{j},\ldots ,b_{l+j}\in \mathbb {C} \ .}

## Beispiel
Man betrachte die lineare Differentialgleichung
{\displaystyle y''(x)+y(x)=xe^{ix}\ .}
Nun ist {\displaystyle i} Nullstelle erster Ordnung des Polynoms {\displaystyle \chi (\lambda )=\lambda ^{2}+1}. Also existiert nach obigem Satz eine spezielle Lösung der Gestalt
{\displaystyle y_{sp}(x)=(ax+bx^{2})e^{ix}\ .}
Aus
{\displaystyle \ y_{sp}'(x)=(a+2bx)e^{ix}+i(ax+bx^{2})e^{ix}}
und
{\displaystyle \ y_{sp}''(x)=2be^{ix}+2i(a+2bx)e^{ix}+i^{2}(ax+bx^{2})e^{ix}}
erhält man von der Differentialgleichung
{\displaystyle (2b+2ai+4bix)e^{ix}=xe^{ix}\ .}
Koeffizientenvergleich liefert die bestimmenden Gleichungen
{\displaystyle 2b+2ai=0\ ,\ 4bi=1\ ,}
welches {\displaystyle a={\tfrac {1}{4}}} und {\displaystyle b=-{\tfrac {1}{4}}i} impliziert. Also ist
{\displaystyle y_{sp}(x)=\left({\frac {1}{4}}x-{\frac {i}{4}}x^{2}\right)e^{ix}}
eine spezielle Lösung obiger inhomogener Differentialgleichung.